# Gloriella
Gloria Cárdenas Sandoval (Ixtlahuacán, Colima, 3 de diciembre de 1953-Colima, 2 de diciembre de 2005), conocida como Gloriella, fue una actriz, bailarina y vedette mexicana, recordada por su debut cinematográfico en la película Capulina contra los monstruos (1974), junto al cómico Gaspar Henaine "Capulina".

## Biografía
Desde muy joven trabajó como bailarina en teatros y cabarés. Pasó una temporada en los Estados Unidos y en Tijuana. A fines de los años sesenta se integró al elenco del Teatro de la Ciudad Esperanza Iris, dentro de una compañía de burlesque en la Ciudad de México. Según algunas publicaciones de la época, fue la primera bailarina que quedó completamente desnuda en el escenario y continuó el show.
En sus inicios compartió créditos con otras vedettes como Lyn May, Yesenia y Cleopatra. Según alguna prensa especializada, Gloriella iba a aparecer en el filme Tívoli (1974), de Alberto Isaac. Sin embargo, al final las vedettes elegidas para aparecer en la cinta fueron Lyn May y Gina Morett.
Como vedette participó en el programa de televisión Variedades de Medianoche conducido por el cómico Manuel "El Loco" Valdés en el canal 2 de Televisa junto a las también vedettes Rossy Mendoza y la Princesa Yamal. En cine, debutó en la película Capulina contra los monstruos (1974), con Gaspar Henaine "Capulina". Uno de sus papeles más memorables fue Rarotonga (1978), dirigida por Raúl Ramírez. En ella realiza varios bailes, aunque su voz está doblada. Por problemas de sueldos, no participa en la siguiente cinta sobre el personaje, La Isla de Rarotonga (1980), donde es sustituida por la Princesa Lea. En 1978, por su participación en la cinta En la cuerda del hambre, de Gustavo Alatriste, fue nominada al Premio Ariel por mejor coactuación femenina. Otras de sus cintas más recordadas son La Coralillo (1980) y El Sexo Sentido (1980), junto a Andrés García. En 1989 realiza un pequeño rol en Santa Sangre de Alejandro Jodorowsky. 
A principios de 1980 Gloriella se retiró del medio al contraer matrimonio con un empresario. Años después regresó al medio y trabajó en cabarets, teatros y películas. También participó en numerosas obras de teatro. Como modelo, fue retratada por fotógrafas como Paulina Lavista y Nadine Markova. Uno de sus últimos trabajos lo desempeñó en el Teatro Blanquita, en un espectáculo donde participaron vedettes como Grace Renat, Rossy Mendoza y Amira Cruzat.

## Asesinato
El 2 de diciembre de 2005, fue asesinada al interior de su negocio, ubicado en la calle Venustiano Carranza de la ciudad de Colima. Según datos proporcionados por el vocero de la Procuraduría General de Justicia del Estado, la vedette recibió dos balazos de un hombre de entre 52 y 57 años de edad. De acuerdo con una persona que testificó, Gloriella recibió un primer disparo en el pecho y cuando se encontraba en el suelo, fue baleada por segunda ocasión. La vedette y actriz se dedicaba a la adquisición y renta de casas, ranchos y edificios. Los motivos del crimen nunca fueron revelados.

## Filmografía

### Cine
- Capulina contra los monstruos (1974)
- Rarotonga (1978)
- El sexo me da risa (1979)
- En la cuerda del hambre (1979)
- El fin del tahúr (1979)
- La grilla (1980)
- Las cabareteras (1980)
- Los mantenidos (1980)
- Burlesque (1980)
- El sexo sentido (1981)
- La coralillo (1981)
- Un macho en la casa de citas (1982)
- Se me sale cuando me rio (1983)
- Sexo, sexo, ra-ra-rá (1987)
- Un macho en el salón de belleza (1987)
- Santa sangre (1989)

### Televisión
- Variedades de media noche (1977)

## Nominaciones

### Premios Ariel
| Año  | Categoría                  | Película                | Resultado |
| ---- | -------------------------- | ----------------------- | --------- |
| 1980 | Mejor coactuación femenina | En la cuerda del hambre | Nominada  |